# Ernest Mandel
Ernest Ezra Mandel (5. dubna 1923, Frankfurt nad Mohanem – 20. července 1995, Brusel) byl německo-belgický marxistický teoretik, ekonom a politik židovského původu.
Byl představitelem trockismu, členem Čtvrté internacionály. V 50. letech byl členem sociálnědemokratické Belgické socialistické strany, v níž vedl radikálně levicovou frakci. Známé jsou jeho polemiky se středovějšími sociálními demokraty té doby, mimo jiné budoucím nizozemským premiérem Joopem den Uylem. Ze strany odešel roku 1961 na protest proti přijetí protistávkových zákonů, jimiž koaliční vláda, jíž byla socialistická strana členem, reagovala na generální stávku v letech 1960-1961. Založil poté stranu Komunistická liga (Ligue communiste). V 60. letech byl blízkým spolupracovníkem Ernesta Che Guevary a byl jeho poradcem v otázkách ekonomického rozvoje Kuby. Šířeji známým se stal v roce 1968, kdy svými vystoupeními ovlivnil radikální hnutí studentů v západní Evropě. V 70. a 80. letech podporoval levicové disidenty ve východním bloku, předal Michailu Gorbačovovi mezinárodní petici za rehabilitaci obětí Moskevských procesů z 30. let či rozvinul mezinárodní hnutí za odpuštění dluhů zemím Třetího světa.
Z jeho teoretických prací jsou nejvíce ceněny příspěvky o Kondratěvových cyklech. Nejznámějšími knihami jsou Traité d'économie marxiste, po jejímž přečetení Che Guevara Mandela pozval na Kubu, a Der Spätkapitalismus z roku 1972.